# Pounding the Pavement
Pounding the Pavement es un álbum de estudio de la banda de heavy metal canadiense Anvil, publicado el 19 de enero de 2018 por Steamhammer Records.

## Lista de canciones
| N.º | Título                        | Duración |  |
| 1.  | «Bitch in the Box»            | 4:29     |  |
| 2.  | «Ego»                         | 2:57     |  |
| 3.  | «Doing What I Want»           | 3:17     |  |
| 4.  | «Smash Your Face»             | 4:20     |  |
| 5.  | «Pounding the Pavement»       | 3:05     |  |
| 6.  | «Rock That Shit»              | 3:21     |  |
| 7.  | «Let It Go»                   | 3:00     |  |
| 8.  | «Nanook of the North»         | 5:57     |  |
| 9.  | «Black Smoke»                 | 3:26     |  |
| 10. | «World of Tomorrow»           | 4:37     |  |
| 11. | «Warming Up»                  | 3:03     |  |
| 12. | «Don't Tell Me» (bonus track) | 3:51     |  |

## Créditos
- Steve "Lips" Kudlow – voz, guitarra
- Chris Robertson – bajo
- Robb Reiner – batería